# Octopoteuthis deletron
Octopoteuthis deletron är en bläckfiskart som beskrevs av Young 1972. Octopoteuthis deletron ingår i släktet Octopoteuthis och familjen Octopoteuthidae. Inga underarter finns listade i Catalogue of Life.